# Australischer Engelhai
Der Australische Engelhai (Squatina australis) ist ein bodenbewohnender Hai, der im südlichen Küstengebiet Australiens und um Tasmanien vorkommt.

## Aussehen und Merkmale
Der Australische Engelhai kann eine maximale Körperlänge von etwa 150 cm erreichen. Wie bei anderen Engelhaien ist der Rumpf stark abgeflacht mit sehr breiten Brustflossen, wodurch die Tiere in der Gestalt eher wie lange Rochen wirken. Die Brustflossen sind jedoch deutlich vom Rumpf abgesetzt, während sie bei den meisten Rochen ansatzlos in den Körper übergehen. Sie haben zwei Rückenflossen und besitzen keine Afterflosse. Der Körper hat eine dunkelgrau-braune Rückenfarbe mit zahlreichen hellen und wenigen dunklen Flecken. Die Flossen sind hell umrandet, außerdem befinden sich Flecken an der Vorderkante der hellen Rückenflossen und am unteren Schwanzlobus. Auf dem Schnauzenbereich befinden sich bei den ausgewachsenen Haien keine Dornen, bei den Jungtieren sind vergrößerte Dentikel im Bereich der Schnauze, um die Augen und auf dem Rücken vorhanden.
Die Augen liegen auf der Kopfoberseite, das Maul ist endständig, die äußeren Nasenöffnungen sind mit kurzen Barteln versehen. Die Spritzlöcher sind klein, die Anzahl der seitlich, unten liegenden Kiemenöffnungen beträgt fünf. Die Nasenklappen und die Barteln sind stark ausgefranst.

## Verbreitung

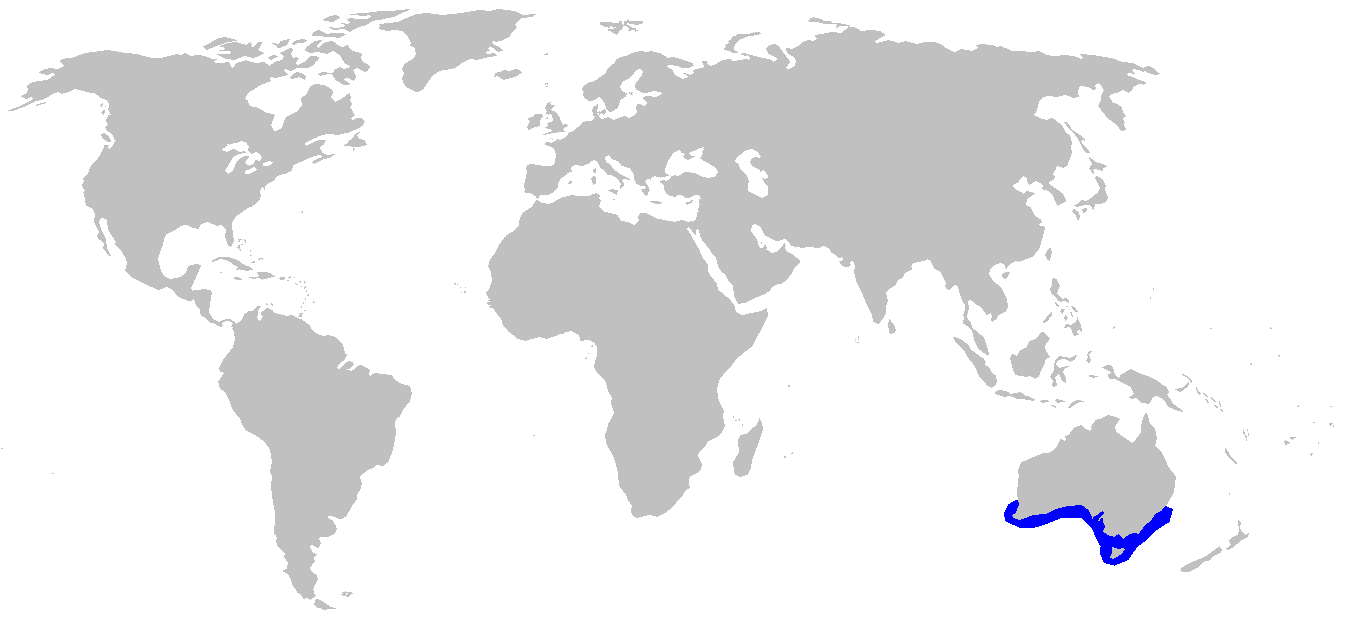
Verbreitung des Australischen Engelhais

Das Verbreitungsgebiet des Australischen Engelhais befindet sich im Küstenbereich des südlichen Australiens von New South Wales bis zum südlichen Western Australia und um Tasmanien. Er ist vom flachen Strandbereich bis zum äußeren Randbereich des Kontinentalschelfs in Tiefen bis 120 Metern zu finden. Dabei bevorzugt er sandige und schlammige Untergründe, häufig ist er zudem in Seegraswiesen und nahe steiniger Riffe zu finden.

## Lebensweise
Wie andere Engelhai ernährt er sich vor allem von kleinen Knochenfischen und Krebsen, die er als Lauerjäger auf dem Boden liegend erbeutet. Tagsüber liegt er vergraben am Meeresgrund, nachts ist er aktiv. Wie alle Engelhaie ist er ovovivipar – die Eier werden im Muttertier ausgebrütet, bevor die Jungtiere lebend geboren werden. Dabei bringen die Weibchen dieser Art bis 20 Jungtiere zur Welt, wobei die Geburtszeit im Herbst liegt.
Die Geschlechtsreife erreichen die Tiere mit einer Körperlänge von etwa 90 Zentimetern.

## Gefährdung
Die International Union for Conservation of Nature (IUCN) stuft diesen Hai als nicht gefährdet („Least Concern“) ein. Die Art wird befischt und ist zudem bedroht von Boden- und Schleppnetzfischerei, die in großen Teilen seines Verbreitungsgebietes jedoch nicht angewendet wird. Da im Zeitraum von 1992 bis 2001 keine Rückgänge der Populationen verzeichnet wurden, wurde die Art als nicht gefährdet eingestuft. Nach Angaben der IUCN ist eine weitere Beobachtung, insbesondere im Einzugsbereich der South East Trawl Fishery, jedoch notwendig.

## Belege
1. 1 2  Squatina australis in der Roten Liste gefährdeter Arten der IUCN 2010. Eingestellt von: Pogonoski, J. & Pollard, D. (SSG Australia & Oceania Regional Workshop, March 2003), 2003. Abgerufen am 18. Dezember 2010.